# 376

## Събития
- Готите разбиват римските войски при Адрианопол (Одрин).

## Починали
- Ерманарих, крал на остготите.